# Brianna Middleton
Brianna Middleton ist eine US-amerikanische Schauspielerin.

## Leben
Middleton besuchte bis zum Jahr 2016 die Ensworth School in Nashville und studierte später Schauspiel an der Carnegie Mellon University und der University of North Carolina School of the Arts.
Seit 2015 war sie in diversen Kurzfilmen zu sehen, 2021 übernahm Middleton an der Seite von Tye Sheridan in George Clooneys Drama The Tender Bar die Rolle der Studentin Sidney.
Für 2022 waren eine Hauptrolle im Drama Sharper und eine Rolle in der Miniserie Beauty & The Beast angekündigt.

## Filmografie
- 2015: Beautifully Normal (Kurzfilm)
- 2016: Tip-Off (Kurzfilm)
- 2016: The Fallout Shelter (Kurzfilm)
- 2017: Multiple Choice (Kurzfilm)
- 2019: Lizard (Kurzfilm)
- 2020: Augustus (Kurzfilm)
- 2021: 3:35 to Boston (Kurzfilm)
- 2021: The Tender Bar
- 2023: Sharper
- 2025: Ride or Die